# Carrie Smith

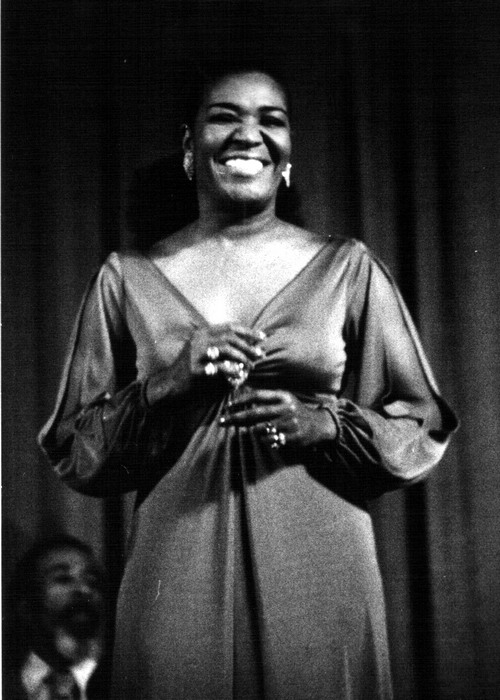
Carrie Smith, Mai 1977

Carrie Louise Smith (* 25. August 1941 in Fort Gaines, Georgia; † 20. Mai 2012 in Newark (New Jersey)) war eine US-amerikanische Jazz- und Bluessängerin.

## Leben und Wirken
Smith sang als Kind in der Kirche ihres Vaters in Newark und trat mit deren Gospelchor 1957 auf dem Newport Jazz Festival auf. 1970 begann sie eine Karriere als professionelle Sängerin bei dem Bluespianisten Big Tiny Little; anschließend ging sie 1973 mit Tyree Glenn auf Tournee und spielte 1974 mit Dick Hyman in der Carnegie Hall das Album „Satchmo Remembered“ ein. Mit der New York Jazz Repertory Company und dann auch mit der The World’s Greatest Jazz Band war sie mehrfach auf Europatournee. Auf ihrem Album „Carrie Smith“ (1978) gastierten Art Farmer und Budd Johnson. Sie arbeitete weiterhin mit Ram Ramirez, Sweets Edison, Eddie Lockjaw Davis, Jay McShann und immer wieder mit Yank Lawson. Sie spielte von 1989 bis 1991 im Broadway Musical Black and Blue. 1992 stellte Pianist Marcus Roberts sie ins Zentrum seiner Hommage an Bessie Smith. Daneben trat sie mit eigenen Gospelchören auf.

## Diskographische Hinweise
- Confessin' the Blues (Evidence Records, 1976)
- Do Your Duty (Classic Jazz, 1976)
- Fine and Mellow (Audiophile Records, 1976)
- Nobody Wants You (Black & Blue Records, 1977)
- When You're Down and Out (Black & Blue, 1977)
- Carrie Smith (West 54 Records, 1978)
- 78 Your CollectionAdd   Carrie Smith
- Sings the Blues and Then Some: Carrie Smith Featuring Billy Butterfield, Charlie Bornemann (1982), mit Dick Wellstood, Paul Wingo
- Every Now and Then (Silver Shadow Records, 1993)
- I've Got a Right to Sing the Blues (IPO Records, 2002)

## Lexigraphische Einträge
- Martin Kunzler: Jazz-Lexikon. Band 2: M–Z (= rororo-Sachbuch. Bd. 16513). 2. Auflage. Rowohlt, Reinbek bei Hamburg 2004, ISBN 3-499-16513-9.